# Mark Bennett
Mark Bennett (Cumnock, 3 de febrero de 1993) es un jugador escocés de rugby que se desempeña como centro, y actualmente internacional por Escocia. Actualmente (2015) juega para los Glasgow Warriors en el Pro 12.

## Carrera

### Clubes
Bennett comenzó su carrera jugando para Cumnock ant4s de trasladarse a Ayr RFC y ganar la Scottish Premiership en 2011. También hizo su debut senior para Glasgow en 2011 y se aseguró su pase al equipo francés ASM Clermont Auvergne. Una serie lesión en la rodilla rompió su temporada, y regresó a Glasgow en 2012 para unirse a los Warriors en préstamo haciendo permanente el traslado en 2013.

### Internacional
Bennett ha representado Escocia en el equipo sub-18 cuatro veces, y jugó 21 veces con el equipo sub-20, incluyendo una aparición en el Campeonato Mundial de Rugby Juvenil en 2011, 2012 y 2013.
Bennett fue escogido en el primer equipo de Vern Cotter para Escocia en la gira de verano de 2014 por América y Sudáfrica, pero no consiguió jugar ninguno de los cuatro equipos. Fue seleccionado de nuevo para el equipo de Escocia para los internacionales del finales de año, debitando en la victoria de Escocia 41–31 sobre Argentina el 8 de noviembre de 2014.
Después de afianzarse en el equipo, Bennett jugó en los cinco partidos de Escocia en el Torneo de las Seis Naciones 2015, anotando ensayos contra Italia y Inglaterra. 
Después de recuperarse de una lesión que lo alejó de la fase final del Pro 12 en 2015, fue seleccionado para el equipo escocés de la Copa Mundial de Rugby de 2015. Logró dos ensayos en el partido inicial del equipo contra Japón. Mark Bennett anotó un ensayo en cuartos de final, en que fueron derrotados por Australia 35-34.